# Penisola di Bataan
La penisola di Bataan è situata nel sud-ovest di Luzon, principale isola delle Filippine.

## Storia
Famosa per la battaglia intrapresa dall'Impero giapponese dal 7 gennaio 1942 al 9 aprile dello stesso anno, per strappare agli Stati Uniti l'arcipelago. Oggi dà il nome alla provincia di Bataan, con capoluogo Balanga.